# Якиев, Умар Абдулнасирович
Умар Абдулнасирович Якиев (чечен. Якиев Ӏумар; род. 8 марта 1959, Айыл Ак-Булак, Ошская область) — чеченский журналист, поэт, главный редактор республиканской газеты «Нийсо-Дагестан». Заслуженный работник культуры Республики Дагестан. Член Союза журналистов России. По национальности чеченец.

## Биография

### Юность
Родился 8 марта 1959 года, в Айыл Ак-Булак, Базар-Курганского района Ошской области (ныне Джалал-Абадская область) Киргизской ССР.
Среднюю школу окончил в селе Адильотар Хасавюртовского района Дагестанской АССР. Служил на Урале и в ГДР. Офицер запаса.
Студенческая жизнь началась в Серноводском сельхозтехникуме (ЧИ АССР). Здесь принимал активное участие в стройотрядах.
Самые прекрасные годы жизни посвятил комсомольской работе. Диплом ученого — агронома получил, отучившись в Воронежском и Горском СХИ (г. Орджоникидзе, ныне Владикавказ).
В 1990 году окончил факультет журналистики Воронежского сельхозинститута.

### Карьера
Первой публикацией У. Якиева в прессе была заметочка в двадцать пять строчек о новогоднем празднике 1975 года в Адильотарской средней школе. После этой небольшой публикации и появилась некая уверенность в себе и своих творческих силах, подстегнувшая дальше сотрудничать с республиканскими изданиями. У. Якиев печатался в разных газетах того периода — в Хасавюртовской газете «Дружба», в «Комсомольце Дагестана», в национальных газетах «Ленин елу» («Елдаш») и «БагIараб Байрахъ» («ХIакъикъат»).
У. Якиев из новичка перешел в ряды опытных профессиональных журналистов. Ему присвоено почетное звание заслуженного работника культуры Республики Дагестан, победил в конкурсе «Золотой орел», неоднократно был награжден и по итогам ежегодного Международного конкурса журналистов памяти Президента Чеченской Республики Ахмата-Хаджи Кадырова. У. Якиев был делегатом Х съезда журналистов России (Москва, 2013 год). Заслуги У. Якиева отмечены руководством республики и Союзом журналистов Республики Дагестан. У. Якиев издал две книги своих стихов: «Поэтом себя называть не спешу» и «Не вправе молчать, как мехди».
В начале 90-х избирался депутатом Хасавюртовского райсобрания.